# Chiesa di Santa Maria dell'Elemosina
La basilica collegiata santuario di Santa Maria dell'Elemosina è la basilica principale di Biancavilla.
Ha ricevuto i titoli di "primaziale del XIII vicariato" (Biancavilla-S. M. di Licodia), di "basilica minore pontificia" dal 1970 (con bolla In Sanctissimam Cristi Matrem di papa Paolo VI) e di "perinsigne collegiata" dal 1746. Dal 1959 è anche santuario mariano diocesano.

## Storia

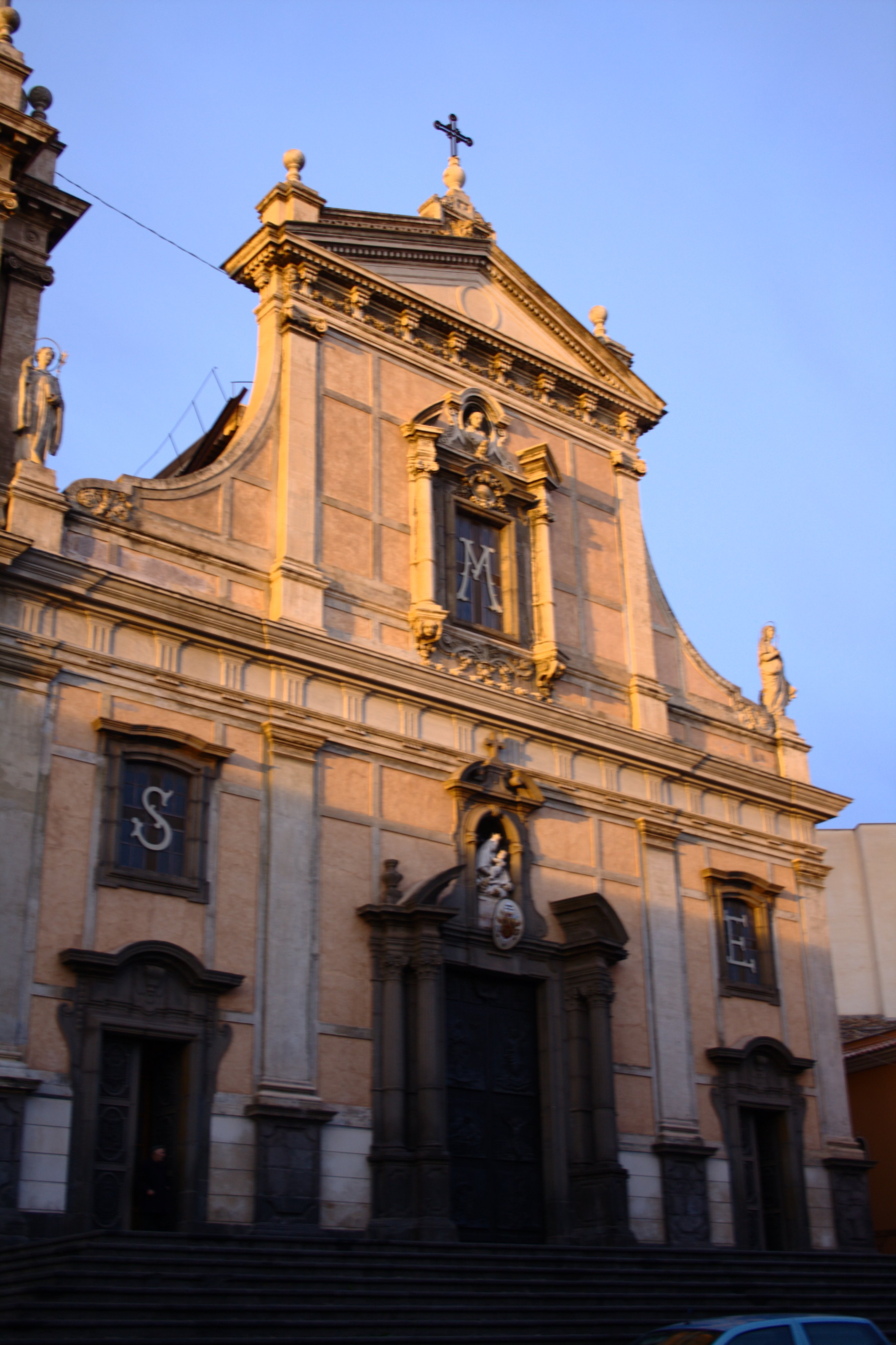
La facciata della basilica di Biancavilla, dedicata a Maria SS. dell'Elemosina, protettrice della città.

La costruzione della chiesa ebbe inizio con ogni probabilità tra la fine del Quattrocento e l'inizio del Cinquecento, subito dopo la fondazione della città nel 1488. Non sappiamo quali fossero la forma e la tipologia della chiesa originaria, inizialmente dedicata a santa Caterina d'Alessandria, anche se è lecito pensare che si trattasse di un edificio a croce greca con l'abside orientata ad est, secondo la tradizione bizantina. È quindi molto probabile che l'attuale cappella di san Placido (patrono della città) fosse parte integrante dell'antica chiesa e che il transetto (o parte di esso) esistesse già prima del Seicento.

### Il XVII secolo
L'edificio venne ampliato nel corso del Seicento con l'aggiunta delle tre attuali navate, allungate poi di altre tre campate nel Settecento. La chiesa raggiunse così le attuali dimensioni assumendo una pianta a croce latina. In questo stesso periodo il soffitto in legno fu sostituito dall'attuale volta a botte lunettata. Il prospetto, invece, venne ultimato solo alla fine dell'Ottocento, con la costruzione del monumentale campanile, opera del milanese Carlo Sada; la torre campanaria, con i suoi 50 m di altezza, è la più alta della provincia di Catania. La cupola, costruita e affrescata nella prima metà dell'Ottocento, crollò rovinosamente dopo soli tre mesi dall'inaugurazione (forse a causa di gravi difetti nella realizzazione) e da allora non venne più ricostruita.

## Descrizione
Il grandioso interno della basilica è a croce latina: le tre navate, riccamente ornate da stucchi dorati della fine del '700, sono separate da grandi pilastri su cui poggiano archi a tutto sesto; da questi pendono lampadari in vetro di Murano offerti come ex voto alla Madonna dell'Elemosina nella metà del XIX secolo.
La navata maggiore è conclusa dal presbiterio absidato, separato dal transetto tramite una balaustra in marmo. Nel coro sono collocati stalli lignei del 1740, decorati a bassorilievo. Dietro l'altare maggiore è ospitato su una cantoria il grande organo a canne "Serassi", costruito nel 1863 da G. Puglisi.

### L'altare della Madonna dell'Elemosina
A destra dell'altare maggiore si apre la cappella absidata barocca dedicata alla Madonna dell'Elemosina, protettrice "ab immemorabili" della città, arricchita da marmi e stucchi dorati e chiusa da un'alta cancellata barocca in ferro battuto, con lampadari votivi in bronzo perennemente accesi. Nella cappella è ospitato l'altare settecentesco,in marmi policromi scolpiti e intarsiati, che custodisce l'icona bizantina di Maria SS. dell'Elemosina, ritenuta miracolosa. Dipinta su tavola in legno di cedro del Libano, l'icona risale probabilmente al XIV secolo ed appartiene a scuola greco-albanese. È oggetto di venerazione ininterrotta sin dalla fine del XV secolo ed ha ricevuto il titolo di "Custode delle genti dell'Etna". In occasione delle feste di agosto e 4 ottobre la Madonna e il Bambino vengono rivestiti di un manto in argento lavorato a sbalzo, con corone in oro e pietre preziose e molti monili donati nel corso dei secoli come ex voto.
A sinistra dell'altare maggiore si trova invece l'abside con l'altare del Santissimo Sacramento; l'altare fu modificato nel corso dei secoli «ma si presenta assai elegante e unitario nello stile» (F. Migneco, 1998).

### Il transetto
Nel transetto sinistro si apre un grande portale in legno massiccio che dà accesso alla cappella barocca dedicata a San Placido martire, Patrono della città dal 1709. L'interno della cappella fu interamente affrescato nel XVIII secolo dal pittore Giuseppe Tamo da Brescia, con scene della vita del santo benedettino: particolarmente degne di nota le raffigurazioni del Martirio sopra l'ingresso e dell'Apoteosi del santo sulla volta.
Il fastoso ed elaborato altare barocco racchiude, dietro una porta dorata, le reliquie e la settecentesca statua lignea di san Placido, portate in processione durante la festa patronale il 5 e 6 ottobre. L'altare è coronato da putti che reggono i simboli abbaziali ed è inquadrato da quattro colonne, le più interne con base decorata a bassorilievo e fusto tortile, le più esterne lisce.
Sulla parete destra della cappella di San Placido, sopra un elaborato altare in marmo, è appesa una grande tela settecentesca, dipinta del Tamo da Brescia, raffigurante il compatrono della città San Zenone affiancato da San Francesco e San Filippo Neri e, nella parte alta, l'immagine della Madonna dell'Elemosina all'interno di un ovale sorretto da angeli. Dietro la tela una nicchia riccamente affrescata ospita la cinquecentesca statua lignea del santo, in abiti spagnoli. Nella parete destra è invece esposto un dipinto del Thitè in cui sono rappresentati la Madonna con il Bambino affiancata da san Luigi Gonzaga e san Ignazio di Loyola. La cappella custodisce anche l'urna con il simulacro settecentesco del Cristo morto e un cereo ligneo tradizionalmente chiamato "torcia", entrambi portate in processione la sera del venerdì santo.

### Le navate
Lungo le navate laterali della basilica si succedono altari sormontati da altre tele sei-settecentesche,una nicchia che custodisce il fonte battesimale, un'altra che racchiude il simulacro settecentesco di San Biagio, il grande altare della Sacra Famiglia, posto di fronte all'ingresso della cappella di San Placido, e l'altare che ospita il Crocifisso ligneo, opera settecentesca del canonico Portale.

### La sacrestia
Nella sacrestia, risalente al XVIII secolo, si conservano i ritratti dei prevosti della collegiata e il tesoro, che comprende molti preziosi oggetti di arte sacra:
- "a riza" o "corazza" della Madonna dell'Elemosina, un rivestimento in argento, oro, pietre preziose ed ex voto indossato dall'icona in occasione delle feste patronali;
- l'evangelario, lo scrigno e il pastorale in argento del '700 di San Placido;
- il reliquario in argento di San Zenone, portato secondo la tradizione dai profughi albanesi che fondarono la città
- la pesante croce astile in oro e argento
- oggetti liturgici e paramenti riccamente decorati
- calici, pissidi, patene e ostensori risalenti a varie epoche
- tovaglie ricamate con filo d'oro o d'argento

## Il Capitolo Collegiale e le Congregazioni
Il santuario è ancora oggi sede del capitolo della collegiata, anche se il numero degli appartenenti si è notevolmente ridotto infatti in origine i canonici del Capitolo erano 40.

### Le Congregazioni
Nella basilica ha anche sede l'Arciconfraternita del SS. Sacramento (la più antica della città), l'Associazione "Maria SS. dell'Elemosina" (di diritto diocesano),il "Circolo S. Placido" e il “Circolo S.Zenone.